# Matsiatra
Matsiatra este un râu în regiunea Haute Matsiatra, este situat în centrul și vestul Madagascarului. Se varsă în Râul Mangoky.
Împreună cu Mananantanana, formează Râul Mangoky.

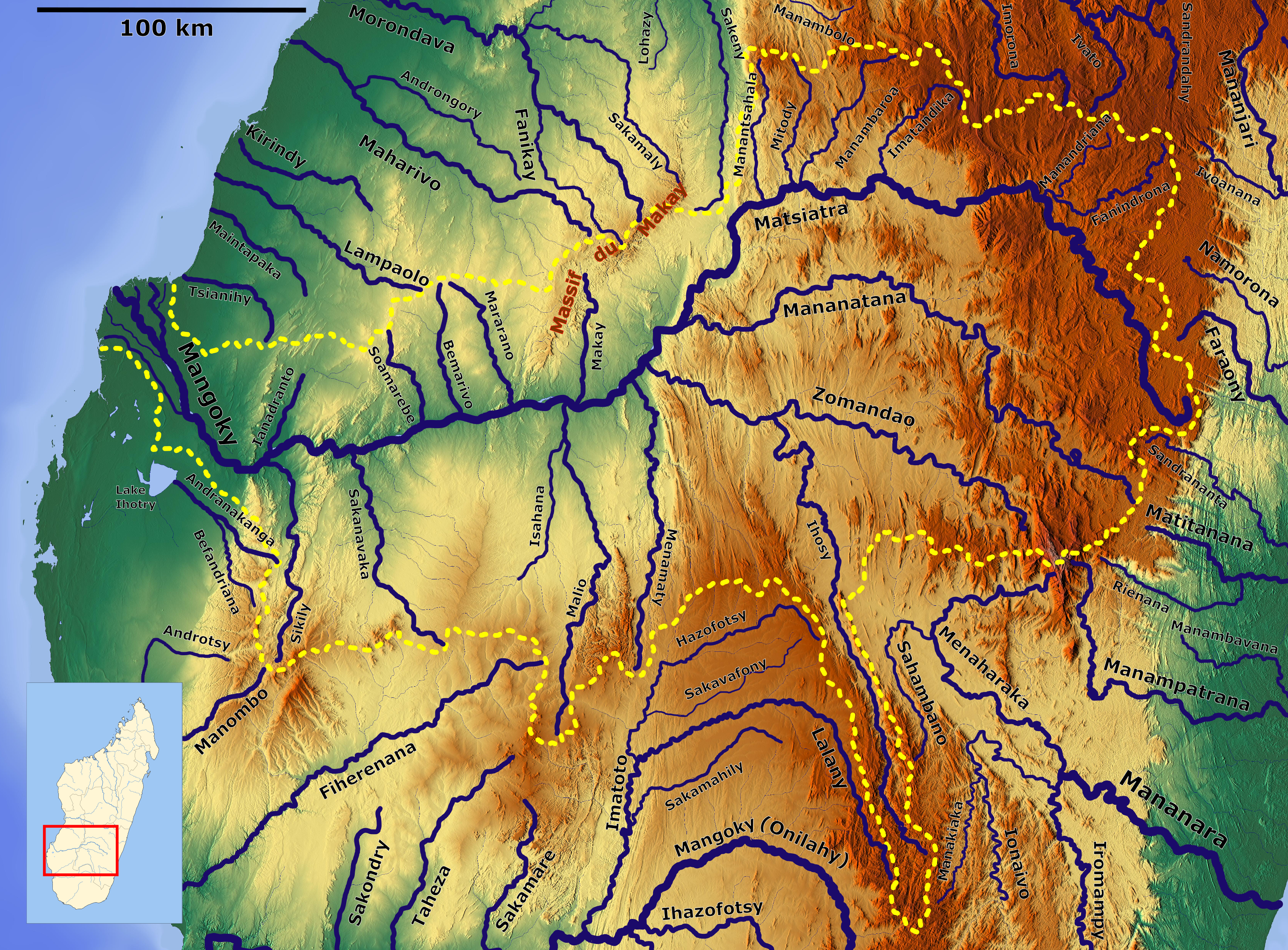
Bazinul Mangoky